# Warhammer: Dark Omen
Warhammer: Dark Omen – gra komputerowa, której akcja toczy się w świecie Warhammera Fantasy. Głównym bohaterem jest Morgan Bernhardt, kieruje on swoje najemne oddziały przeciwko wrogom Imperium.
Gra składa się z kilkunastu bitew, pomiędzy którymi rozwijamy swoją armię (piechota, kawaleria oraz machiny wojenne), która zmierzy się z siłami nieumarłych.
W grze zastosowano rzut izometryczny.